# جيزة القنان (مودية)

تعديل مصدري - تعديل

جيزة القنان هي إحدى قرى عزلة مودية بمديرية مودية التابعة لمحافظة أبين، بلغ تعداد سكانها 318 نسمة حسب تعداد اليمن لعام 2004.